# Öggestorps socken
Öggestorps socken i Småland ingick i Tveta härad, ingår sedan 1971 i Jönköpings kommun i Jönköpings län och motsvarar från 2016 Öggestorps distrikt.
Socknens areal är 73,76 kvadratkilometer, varav land 71,17. År 2000 fanns här 727 invånare. Tätorten Öggestorp med sockenkyrkan Öggestorps kyrka ligger i socknen. 

## Administrativ historik
Öggestorps socken har medeltida ursprung.
Vid kommunreformen 1862 övergick socknens ansvar för de kyrkliga frågorna till Öggestorps församling och för de borgerliga frågorna till Öggestorps landskommun. Denna senare inkorporerades 1952 i Tenhults landskommun som 1971 uppgick  i Jönköpings kommun. Församlingen uppgick 2006 i Rogberga-Öggestorps församling.
1 januari 2016 inrättades distriktet Öggestorp, med samma omfattning som församlingen hade 1999/2000.  
Socknen har tillhört samma fögderier och domsagor som Tveta härad. De indelta soldaterna tillhörde Jönköpings regemente, Livkompaniet och Smålands grenadjärkår, Jönköpings kompani.

## Geografi
Öggestorps socken ligger sydost om Huskvarna kring Stensjön, Tenhultsjön och Huskvarnaån. Socknen består av sandig odlingsbygd kring sjöarna och starkt kuperad skogbeväxt moränterräng i övrigt med höjder som når över 300 meter över havet.

## Fornlämningar
Känt från socknen är rösegravar från bronsåldern  och sex gravfält med stensättningar och domarringar från äldre järnåldern.

## Namnet
Namnet (1268 Yggelsthorp ) kommer från kyrkbyn. Förleden har föreslagits innehålla ett mansnamn, kanske Hyggiolf. Efterleden är torp, nybygge.

### Fotnoter
1. 1 2  Svensk Uppslagsbok Öggestorps socken
2. 1 2  Harlén, Hans; Harlén Eivy (2003). Sverige från A till Ö: geografisk-historisk uppslagsbok. Stockholm: Kommentus. Libris 9337075. ISBN 91-7345-139-8
3. ↑  ”Församlingar”. Statistiska centralbyrån. https://www.scb.se/hitta-statistik/regional-statistik-och-kartor/regionala-indelningar/forsamlingar/. Läst 30 december 2022.
4. ↑  Administrativ historik för Öggestorp socken (Klicka på församlingsposten). Källa: Nationella arkivdatabasen, Riksarkivet.
5. ↑  Indelta soldater, torp och rotar i Jönköpings län Arkiverad 24 januari 2012 hämtat från the Wayback Machine. Jönköpingsbygdens Genealogiska Förening
6. 1 2  Sjögren, Otto (1931). Sverige geografisk beskrivning del 2 Östergötlands, Jönköpings, Kronobergs, Kalmar och Gotlands län. Stockholm: Wahlström & Widstrand. Libris 9939
7. 1 2  Nationalencyklopedin
8. ↑  Fornlämningar, Statens historiska museum: Öggestorps socken
9. ↑  Fornminnesregistret, Riksantikvarieämbetet: Öggestorps socken Fornminnen i socknen erhålls på kartan genom att skriva in sockennamn (utan "socken") i "Ange geografiskt område"
10. ↑  Mats Wahlberg, red (2003). Svenskt ortnamnslexikon. Uppsala: Institutet för språk och folkminnen. Libris 8998039. ISBN 91-7229-020-X. https://isof.diva-portal.org/smash/get/diva2:1175717/FULLTEXT02.pdf